# أراكاوا (طوكيو)
أراكاوا (باليابانية: 荒川区أراكاوا-كو) وتعني «حي أداتشي» هو أحد أحياء طوكيو ال 23. يأخذ الحي اسمه من اسم نهر أراكاوا. يجاوره أحياء أداتشي، كيتا، بونكيو، تايتو وسوميدا.

## أحداث تاريخية
- 1936 - حادثة سادا آبه.

## توأمة
لأراكاوا (طوكيو) اتفاقيات توأمة مع كل من:
- جيجو
- تسوكوبا

## أعلام
- يوشيو شيراي
- ياسواكي ياماساكي
- كازو منابي
- أكيرا يوشيمورا
- إيري كامي

## مواقع خارجية
- الموقع الرسمي لمدينة أداتشي باللغة الإنكليزية